# Принцип на законност
Принципът на законност или законосъобразността е фундаментален принцип на правото.
Изразява се в следното основополагащо положение, че ако държавата налага определени ограничения за/върху поведението на гражданите, то те трябва да бъдат ясно и недвусмислено очертани законово, т.е. презумпцията е, че "на гражданите е разрешено всичко, което не е изрично забранено със закон", което е основно положение още от римското право, теоретично доразвито от Томас Хобс.
В частност в административното право, принципът на законност се свежда до правилото, че прилагането на правните норми, не трябва да зависи единствено и само от субективната преценка на бюрокрацията, а върху нея следва да има юрисдикционен контрол – най-вече последващ административен (ведомствен) и съдебен.